# WAVE (企業)
株式会社WAVE（ウェイヴ）は、かつて存在した日本の企業。堤清二率いるセゾングループ傘下にあったオーディオ・ビジュアルソフト販売店。1995年にパルコが子会社化し、その後、タワーレコード、ノジマ、メディアマーケテイングシステム傘下を経て、2011年に経営破綻した。東京・六本木にあった「六本木WAVE」についても記載する。

## 概要
1975年に西武流通グループが東光楽器へ資本参加し、レコード・楽器の小売販売会社「東光メロディア」を設立。グループ内で積極的な出店を図り、1977年には「ディスクポート西武」に社名変更、西武百貨店池袋店に当時ワンフロアで日本最大級のレコード店（200坪）を展開した。
1980年代以降、オリジナルレコードの制作、外販活動の開始等、小売の枠にとらわれない活動を推進した。1983年11月には日本初の「音と映像の情報発信館」六本木WAVEを開店し、さらにその後、郊外路面店・ビデオレンタルショップ等の新業態開発を含め、事業拡大を図った。1989年3月、全国的なWAVEイメージ浸透を踏まえて「ウェィヴ」に社名変更し、4月にはソフト&ハードの複合型生活情報館・池袋WAVEをオープンさせた。
1990年3月に「ウェィヴ」は、会員制スポーツクラブ・リボン館を運営する「リボーン・スポーツ・システムズ」とともに、店舗事業（東京プリンスホテル他4店舗）をベースに、インテリア・宝飾・美術・ファッション・オートライフ等の領域で商品事業を展開する「西武ピサ」に吸収合併され、「ピサ」の設立となった。同年には梅田WAVE、札幌WAVEを出店し、レコード・CD・ミュージックテープ・映像ソフト等の店頭販売事業を核に（六本木WAVE他51拠点）、「WAVE」レーベルをはじめとするオリジナル商品の開発、卸売ビジネス、映像製作によるプロダクト&クライアントビジネス、「PIN-UP」ブランドでのビデオレンタルビジネス等を展開した。

### セゾングループ解体後
セゾングループの解体に伴い、森トラスト傘下となった親会社のパルコは、2004年にウェィヴをタワーレコードへ売却した。このあと、2006年には家電量販店のノジマ、その2年後の2008年にはDVDの販売・買い取り店舗「TOP WAVE」を展開するメディアマーケティングシステムに売却され、親会社は頻繁に交代した。この間、アーティストイベント事業のほか、家族向けのキャンドルクラフト事業、さらには地下鉄構内でドーナツなどの各種洋菓子を販売するスイーツ事業を立ち上げるなど新規事業に着手したものの、どれもが軌道に乗らずに次々と撤退していた。
2008年には、日本国内17都府県に30店舗を展開し、北海道・北陸地方・中国地方・四国地方・九州地方には店舗がなかった（過去には北海道や広島県などにも出店）。末期には全店舗がショッピングセンターや複合商業施設のテナントとして出店し、過去にセゾングループと関係があった企業のほか、イオングループのSCに出店した。新形態店舗として、岐阜県大垣市に「fromfront」を出店し、多店舗展開しようとしていたが、2号店用の店舗も見つからず事業継続を断念した。のちに大垣市の「fromfront」も通常のWAVE店舗に転換し、廃業後はバッグ中心のフィットハウスの店舗となった。
2011年初めの時点では全国で20数店舗が営業していたが、5月末には8店舗まで縮小。6月28日に債務整理を開始し、7月31日に閉店した大宮店を最後に国内の全店舗が閉鎖。8月6日に自己破産申請準備に入ったことが明らかとなり、事実上倒産した。公式ウェブサイトは休止状態（「メンテナンス中」の表示のみ）を経た後、9月にアクセス不能となった。11月2日付で東京地方裁判所に自己破産の申し立てをし、同月9日に破産手続開始決定となった。

### 新生WAVEプロジェクト
パルコにより2019年、音楽やファッションなど様々な文化を融合させた「新生WAVEプロジェクト」がスタート。同年11月22日、建て替えの上でグランドオープンした渋谷パルコに店舗を開設し、レコードの他、Tシャツや各種グッズ類を販売した。

### WAVEとリブロ
WAVEは「渋谷系」と呼ばれる音楽ジャンルの流行を作ったCDショップの一つに数えられる。WAVEの成功に触発され、ダイエーも渋谷公園通りに「CSV渋谷」をオープンさせた。
セゾングループの書店チェーン「リブロ」は、同じくパルコ系列の企業であったが、現在は日本出版販売傘下となっている。セゾングループ時代はWAVEとともに、西友や西武百貨店など旧セゾン系店舗に出店しており、業種的に兄弟関係であった。

## 六本木WAVE
1980年12月、シェル興産とセゾングループが提携して東京・六本木のシェル石油スタンド跡地に、新しい商業ビルを建設する計画が西武都市開発の企画部門を中心に立案され、1983年11月、「六本木WAVE」が完成して音と映像の専門館が実現した。
六本木通りに面した地下2階、地上7階建ての建物（六本木六丁目2－27）は3つのパートに分かれていた。地下1階にはミニシアター「シネ・ヴィヴァン・六本木」、1階から4階が世界中の音楽を集めたレコードショップの「ディスクポート」、5階から7階が録音やコンピュータ・グラフィックスのためのスタジオである。1階入口の奥には大江健三郎の小説から名前をとられたカフェ、「レインツリー」もあった。建物の外装はダークグレー。デザインは内田繁が手がけた。土地・建物所有者はシェル石油で、建築、施工管理、テナントを募集するデべロッパーは西武都市開発が担当している。
WAVEという名称については、立ち上げ時のデザインコミッティーのメンバーだった建築家の内藤廣が「音、音楽、音の波」からWAVEという名称を提案し、グラフィックデザイナーの鬼澤邦が「WE（私たち）の間にAV（オーディオ・ヴィジュアル）が入っている」として賛同を集め、決定された。コミッティーには他に彫刻家の伊藤隆康と脇田愛二郎、前衛芸術家の山口勝弘、インテリアデザイナーの内田繁、プロダクトデザイナーの永原浄が名を連ねた。ロゴは鬼澤がデザインした。
オープン時には、ビル1棟がまるごと様々な文化を発信する拠点となり、文化人や音楽家などから高い支持を得て、「新人類」と呼ばれた80年代の若者を吸い寄せた。社会学者の毛利嘉孝もその1人で、大学卒業後、このビルに入居していた広告代理店I&Sに入社している。また歌手のマイケル・ジャクソンが来日したとき、WAVEを貸し切りで使って遊んだという話もある。
六本木地区再開発に伴い、1999年12月25日をもって閉店。跡地は六本木ヒルズメトロハットになっている。なお、六本木WAVEを成功に導いた山岡部長は、堤会長の引き立てで常務にまで出世したが、堤会長が失脚すると同時に地方に左遷され、西武北陸社長時代の1993年に自殺した。
シネ・ヴィヴァン・六本木
当初は西武百貨店池袋店にあった多目的ホール、スタジオ200をシネ・ヴィヴァンのような映画館にするとの話も出ていたが、当時の消防法では出口がふたつないと映画館として許可が下りず、講演つきの上映しかできなかった。そこでほかの劇場がやらない実験性と商業性を兼ね備えた映画館を、ということで、六本木WAVEにシネ・ヴィヴァンが誕生している。開館当時の座席数は185席。運営は西武百貨店文化事業部→西友→東京テアトル。
オープニング作品として上映されたのがジャン＝リュック・ゴダールの『パッション』、2本目として上映されたのはフランシス・フォード・コッポラが製作にかかわった異色のドキュメンタリー『コヤニスカッツィ』。この劇場が最初に買って、配給も担当した作品は、ダニエル・シュミットの『ラ・パロマ』で1984年にこの劇場の上映作品に選ばれた。
大手が母体となっているシャンテ シネの登場前、シネ・ヴィヴァンとフランス映画社が手を組んで特に成功を収めたのが、1985年2月9日公開の『ミツバチのささやき』である。寡作で知られるスペインの伝説の監督、ビクトル・エリセの作品で、製作から12年遅れで日本の土を踏んだ。シネ・ヴィヴァンでは12週間上映され、6400万円（観客動員数は48000人）という興行成績を打ち立てている。
80年代前半のイベントのひとつにオーストラリアの新しい監督たちの作品を集めた「オーストラリア映画祭」があった。ピーター・ウィアーが若き日にオーストラリアで撮った傑作『ピクニックatハンギング・ロック』も、シネ・ヴィヴァンで初めて紹介された。
ディスクポート
輸入レコードが充実しており、そこでレコードを買う有名ミュージシャンや音楽通の作家を目撃したという話も度々聞かれた。当時、「世界中の音楽=レコードを買うことができる店」と呼ぶ人もいた。運営はディスクポート西武。
スタジオ
セディックが運営を担当した。同社は、六本木WAVEの創立と同時に資本金5000万円で設立され、時代の最先端を行く「コンピュータグラフィックス」のファクトリーと3つのオーディオスタジオで営業を開始した。日本におけるCGクリエイティブの先駆者として数々の作品を送り出したが、特にNHKの『NC9』、ブリヂストンのロゴや「MANDARA」(1984年）は話題となった。一方、オーディオスタジオ事業では、最新のオーディオスタジオ機器やスタジオの秀逸性が評判となった。1986年10月にTV番組と劇場用映画製作を行うようになり映像事業部門、1989年3月には音楽イベント等を中心に行う事業部門も新設されている。

## 沿革
- 1975年 - 株式会社東光メロディア設立。
- 1977年3月 - 株式会社ディスクポート西武に商号変更。
- 1989年3月 - 株式会社ウェィヴに商号変更。
- 1990年3月 - 株式会社ピサが、株式会社ウェイヴを吸収合併。
- 1993年1月 - 株式会社ウェィヴ（2代目）設立。
- 1995年9月 - 株式会社ピサが、ウェィヴ事業を株式会社ウェィヴに営業譲渡。
- 2004年 - 親会社のパルコがウェィヴをタワーレコードに売却。
- 2006年
  - 2月 - 株式会社ノジマに買収され、その傘下に入る。
  - 5月 - 株式会社WAVEに商号変更。
- 2008年10月 - メディアマーケテイングシステム株式会社に買収され、その傘下に入る。
- 2011年
  - 6月28日 - 債務整理を開始。4店舗を残して閉店。
  - 7月31日 - 大宮店が閉店し、国内全店舗が営業終了。
  - 8月6日 - 自己破産申請の準備に入り、事実上の倒産。負債総額は約24億5000万円[4]。
  - 11月9日 - 破産手続開始決定。
- 2012年5月14日 - 費用不足のため破産廃止、法人は完全消滅。